# Pardoglossum lanatum
Pardoglossum lanatum är en strävbladig växtart som först beskrevs av Carl von Linné, och fick sitt nu gällande namn av Barbier och Mathez. Pardoglossum lanatum ingår i släktet Pardoglossum och familjen strävbladiga växter. Inga underarter finns listade i Catalogue of Life.